# سیارک ۱۹۵۰۴
سیارک ۱۹۵۰۴ (به انگلیسی: 19504 Vladalekseev، نامگذاری:1998LL2) نوزده هزار و پانصد و چهارمین سیارک کشف شده‌است که در ۱ ژوئن ۱۹۹۸ کشف شد.
قدر مطلق سیارک برابر ۳۲.۳ است.